# Новомлинівська сільська рада (Розівський район)
| Новомлинівська сільська рада — колишній орган місцевого самоврядування у Розівському районі Запорізької області з адміністративним центром у с. Новомлинівка. Історична дата утворення: рік. Водоймища на території, підпорядкованій даній сільській раді: р. Сухі Яли. Сільській раді підпорядковані населені пункти: - с. Новомлинівка - с. Новодворівка |

## Склад ради
Рада складається з 12 депутатів та голови.
Партійний склад ради: Самовисування — 8, Опозиційний блок — 4.

### Керівний склад ради
Сільський голова: Мавроді Михайло Харлампійович, Секретар ради: Хотлубей Ірина Володимирівна.
| ПІБ                           | Основні відомості                                                                          | Дата обрання | Дата звільнення |
| ----------------------------- | ------------------------------------------------------------------------------------------ | ------------ | --------------- |
| Мавроді Михайло Харлампійович | Сільський голова, 1961 року народження, освіта, член Соціал — демократичної партії України | 26.03.2006   | 31.10.2010      |

Примітка: таблиця складена за даними джерела

## Пам'ятки
- На території сільської ради розташована ботанічна пам'ятка природи місцевого значення «Балка Сухі Яли-нижня»[2].